# Jamesbrittenia beverlyana
Jamesbrittenia beverlyana là một loài thực vật có hoa trong họ Huyền sâm. Loài này được (Hilliard & Burtt) Hilliard mô tả khoa học đầu tiên năm 1992.